# Chrysichthys furcatus
Chrysichthys furcatus és una espècie de peix de la família dels claroteids i de l'ordre dels siluriformes.

## Morfologia
Els mascles poden assolir els 65 cm de llargària total.

## Alimentació
Menja llavors, insectes, bivalves i detritus. Els exemplars més grossos també es nodreixen de decàpodes i peixos.

## Distribució geogràfica
Es troba a Àfrica: des del Senegal fins a Cabinda (Angola). També és present a Mauritània.